# Cantone di La Capelle
Il Cantone di La Capelle era una divisione amministrativa dell'arrondissement di Vervins con capoluogo La Capelle.
A seguito della riforma approvata con decreto del 21 febbraio 2014, che ha avuto attuazione dopo le elezioni dipartimentali del 2015, è stato soppresso.

## Composizione
Comprendeva 18 comuni:
- Buironfosse
- La Capelle
- Chigny
- Clairfontaine
- Crupilly
- Englancourt
- Erloy
- Étréaupont
- La Flamengrie
- Fontenelle
- Froidestrées
- Gergny
- Lerzy
- Luzoir
- Papleux
- Rocquigny
- Sommeron
- Sorbais